# Nerses Bedros XIX
Nerses Bedros XIX Tarmouni (orm. Ներսէս Պետրոս ԺԹ. Թարմունի) (ur. 17 stycznia 1940 w Kairze, w Egipcie, zm. 25 czerwca 2015 w Bejrucie, w Libanie) – patriarcha Kościoła katolickiego obrządku ormiańskiego w latach 1999–2015.
Był absolwentem filozofii i teologii na Papieskim Kolegium Ormiańskim w Rzymie, a także Uniwersytetu Gregorianum. Święcenia kapłańskie otrzymał w 1965 roku. Od 1968 do 1990 roku był proboszczem parafii św. Teresy w Kairze. W 1990 roku został ordynariuszem katolickiej eparchii ormiańskiej w Aleksandrii dla Egiptu i Sudanu. Od 7 października 1999 roku aż do śmierci sprawował urząd katolikosa-patriarchy Kościoła katolickiego obrządku ormiańskiego. W okresie swojego pontyfikatu kilkukrotnie pielgrzymował do Polski.
Z jego inicjatywy papież Jan Paweł II beatyfikował zmarłego męczeńską śmiercią podczas Ludobójstwa Ormian biskupa Mardin Ignacego Maloyana, zaś papież Franciszek ogłosił ormiańskiego świętego Grzegorza z Nareku - Doktorem Kościoła.